# Malik St. Prix
Malik St. Prix (sinh ngày 17 tháng 7 năm 1995) là một cầu thủ bóng đá người Saint Lucia hiện tại thi đấu cho W Connection.

## Sự nghiệp quốc tế

### Bàn thắng quốc tế
Tỉ số và kết quả liệt kê bàn thắng của Saint Lucia trước.
| #  | Ngày                | Địa điểm                                              | Đối thủ                     | Tỉ số | Kết quả | Giải đấu                           |
| -- | ------------------- | ----------------------------------------------------- | --------------------------- | ----- | ------- | ---------------------------------- |
| 1. | 12 tháng 5 năm 2015 | Philip Marcellin Grounds, Vieux-Fort, Saint Lucia     | Dominica                    | 1–0   | 1–1     | Giải bóng đá Windward Islands 2015 |
| 2. | 2 tháng 3 năm 2019  | Victoria Park, Kingstown, Saint Vincent và Grenadines | Saint Vincent và Grenadines | 1–0   | 1–2     | Giải bóng đá Windward Islands 2019 |